# Crocidura fulvastra
Crocidura fulvastra — вид ссавців родини мідицевих (Soricidae). Він зустрічається в Беніні, Буркіна-Фасо, Камеруні, Центральноафриканській Республіці, Чаді, Демократичній Республіці Конго, Джибуті, Еритреї, Ефіопії, Кенії, Малі, Мавританії, Нігері, Нігерії, Судані та Уганді. Його природне місце існування — суха савана.